# Афроевропейци
Афро-европейците са част от негроидната раса, техните предеди се заселват в Европа от Субсахарска Африка, съставляват около 1 % от населението на континента.

## Географско разположение
Афро-европейците са с най-голям дял във Франция (4 - 8 %), Португалия (4 %) и Великобритания (3 %).